# Ервинг (Тексас)
Ервинг (енгл. Irving) град је у америчкој савезној држави Тексас у округу Далас. По попису становништва из 2010. у њему је живело 216.290 становника. Ервинг су 1903. основали Ото Шулц и Отис Браун. Статус града добио је 14. априла 1914, а Отис Браун је био први градоначелник.

## Демографија
Према попису становништва из 2010. у граду је живело 216.290 становника, што је 24.675 (12,9%) становника више него 2000. године.
|                   | 2010.            | 2000.            |
| Укупно            | 216 290 (100,0%) | 191 615 (100,0%) |
| Хиспаноамериканци | 88 967 (41,13%)  | 59 838 (31,23%)  |
| Белци             | 66 559 (30,77%)  | 92 445 (48,25%)  |
| Азијати           | 30 359 (14,04%)  | 15 784 (8,237%)  |
| Афроамериканци    | 26 522 (12,26%)  | 19 583 (10,22%)  |
| Остали            | 3 883 (1,795%)   | 3 965 (2,069%)   |

## Партнерски градови
- Еспо
- Марино